# 중국의 과학기술
중국의 과학기술은 급속도로 발전했으며 1980년대 이후 주요 과학기술 성과를 이루었다. 1980년대부터 1990년대까지 중국 정부는 "863 계획"과 "과학과 교육을 통한 국가 부흥 전략"을 연속적으로 시작하여 중국 과학 기술의 발전과 진보를 크게 촉진했다. 중화인민공화국 정부는 자금 지원, 개혁, 사회적 지위를 통해 과학과 기술을 국가의 위신은 물론 사회경제적 발전의 근본적인 부분으로 강조했다.
중화인민공화국은 교육, 인프라, 하이 테크 제조, 학술 출판, 특허 및 상업적 응용과 같은 분야에서 급속한 발전을 이루었으며 현재 일부 영역에서 일부 측정 기준으로 세계 선두를 달리고 있다. 중국은 이제 점점 더 토착 혁신을 목표로 삼고 있으며 남아있는 약점을 개혁하는 것을 목표로 하고 있다. 2022년 글로벌 혁신 지수(Global Innovation Index)에 따르면 중국은 세계에서 11위, 아시아 및 오세아니아 지역에서 3위, 인구 1억 명 이상의 국가에서는 2위를 기록하며 세계에서 가장 경쟁력 있는 국가 중 하나로 간주되었다.
중국은 명나라 초기까지 과학과 기술의 세계적 리더였다. 제지술, 인쇄, 나침반, 화약 (4대 발명)과 같은 중국의 발견 과 혁신은 동아시아, 중동 및 유럽의 경제 발전에 기여했다. 중국의 과학 활동은 14세기에 쇠퇴하기 시작했다. 유럽과 달리 과학자들은 자연 관찰을 수학적 법칙으로 환원하려 하지 않았고, 비판과 진보적인 연구로 학계를 형성하지도 않았다. 문학, 예술 및 행정에 점점 더 집중하는 반면 과학 및 기술은 사소하거나 제한된 실용적인 응용 프로그램으로 간주되었다. 이 대분기의 원인은 계속해서 논의되고 있다. 한 가지 요인은 중국 지식인들이 수학을 배우거나 실험을 수행할 인센티브를 제거한 과거 시험 제도라고 주장된다. 17세기에 이르러 유럽과 서방 세계는 과학 기술의 진보에서 중국을 능가했다. 이 초기 근대 대분기의 원인은 오늘날까지도 학자들 사이에서 계속 논의되고 있다.
19세기에 일본 과 서구 국가들에게 거듭 패한 후 중국의 개혁가들은 양무운동의 일환으로 현대 과학과 기술을 장려하기 시작했다. 1949년 공산주의 승리 이후 과학기술 연구는 소련을 모델로 하여 조직되었다. 비과학자 중심의 관료적 조직, 중앙계획의 목표에 따른 연구, 생산과 연구의 분리, 전문 연구기관, 실용화에 집중, 정보흐름의 제한 등이 그 특징이었다. 연구자는 인정받기 위한 개인이 아닌 사회를 위한 집단으로 활동해야 한다. 많은 사람들이 기술을 이전한 소련에서 공부했다.
1995년 중화인민공화국 국무원은 향후 수십 년 동안 계획된 과학 및 기술 개발을 설명하는 "과학 기술 개발 가속화에 관한 결정"을 발표했다. 그것은 S&T를 경제 발전, 사회 진보, 국력 및 생활 수준에 영향을 미치는 주요 생산력으로 묘사했다.
지난 30년 동안 중국은 도로와 항만과 같은 물리적 인프라 구축에 집중했다. 지난 10년 동안 한 가지 정책은 외국 기업이 중국 시장에 접근할 수 있도록 기술 이전을 요청하는 것이었다. 중국은 이제 점점 더 토착 혁신을 목표로 삼고 있다. 이 기간 동안 중국은 국유 부문 외부의 기업가 정신 장려와 함께 전국 여러 지역에 100개 이상의 과학 기술 공원을 설립하여 혁신 인프라를 개발하는 데 성공했다.
중화인민공화국 국무원은 중국의 최고 행정기관이다. 그 바로 아래에는 과학 기술의 다양한 측면과 관련된 여러 부처 및 부처 수준의 조직이 있다. 주요 과학 기관의 지도자로 구성된 국무원 과학 및 교육 지도 그룹은 국가 정책을 조직하려고 시도한다. 임무가 중복되고 자원에 대한 경쟁이 있고 때로는 낭비적인 중복에 관여하는 것으로 보이는 다양한 기관에서 전반적인 조정의 효율성에 의문이 제기되었다.
중화인민공화국 과학기술부는 과거 국가과학기술위원회로, 주로 과학기술 전략과 정책을 담당하는 기관이다. 또한 국가 연구 프로그램, S&T 개발 구역 및 국제 협력을 관리한다. 중화인민공화국 교육부는 대학의 교육 및 연구 기관을 관장한다.중국과학원은 중국의 과학 엘리트들이 회원으로 있는 중국에서 가장 권위 있는 전문 과학 조직이다. 그것은 많은 연구 기관, 연구 프로그램, 대학원 교육 프로그램을 지시하고 영향력 있는 조언을 제공한다. 중국공정원은 중요한 조언을 제공하지만 자체 연구 기관이 없다.

## 같이 보기
- 중국과학원
- 중국공정원
- 중국사회과학원
- 중국제조 2025